# Bronkow
Bronkow är en kommun och ort i Landkreis Oberspreewald-Lausitz i förbundslandet Brandenburg i Tyskland.
Kommunen bildades den 26 oktober 2003 genom en sammanslagning av de tidigare kommunerna Bronkow, Lug och Lipten i den nya kommunen Bronkow.
Kommunen ingår i kommunalförbundet Amt Altdöbern tillsammans med kommunerna Altdöbern, Luckaitztal, Neupetershain och Neu-Seeland.